# Altis (Hergensweiler)
Altis  (mundartlich: ts Altəs, Alldəs) ist ein Gemeindeteil der Gemeinde Hergensweiler im bayerisch-schwäbischen Landkreis Lindau (Bodensee).

## Geographie
Die Einöde liegt circa zwei Kilometer südwestlich des Hauptorts Hergensweiler. Südlich der Ortschaft verläuft die Queralpenstraße B 308, westlich die Bahnstrecke Buchloe–Lindau.

## Ortsname
Der Ortsname bezieht sich auf das lateinische Wort saltus für Wald(gebirge), das althochdeutsche Wort altist für das älteste Stück (Waldname) oder das ebenfalls althochdeutsche Wort altrist für hinfälliger Greis.

## Geschichte
Altis wurde erstmals urkundlich im Jahr 1360 als vorst den man nempt das Altis erwähnt. 1837 gehörte der Ort mit zwei Wohngebäuden zum äußeren Gericht der Reichsstadt Lindau.

## Persönlichkeiten
- Paschalis Schmid (1887–1957), Salvatorianerpater und Begründer des Priestersamstags